# Савешти (Њамц)
Савешти (рум. Săvești) насеље је у Румунији у округу Њамц у општини Раучешти. Oпштина се налази на надморској висини од 303 m.

## Становништво
Према подацима из 2002. године у насељу је живело 499 становника, од којих су сви румунске националности.